# Guldpennan
Guldpennan är ett pris som utdelas av Publicistklubben.
Publicistklubbens Guldpennan instiftades 1974, vid föreningens 100-årsjubileum. Det här årliga priset utdelas till "en person som i sin journalistiska yrkesutövning värnar om det svenska språket". 1975 blev Uno Stenholm, TT, den förste mottagaren av utmärkelsen. Därefter har priset delats ut varje år, i början av december, utom 1982 och 1986.

## Pristagare
- 1975 – Uno Stenholm, TT[2]

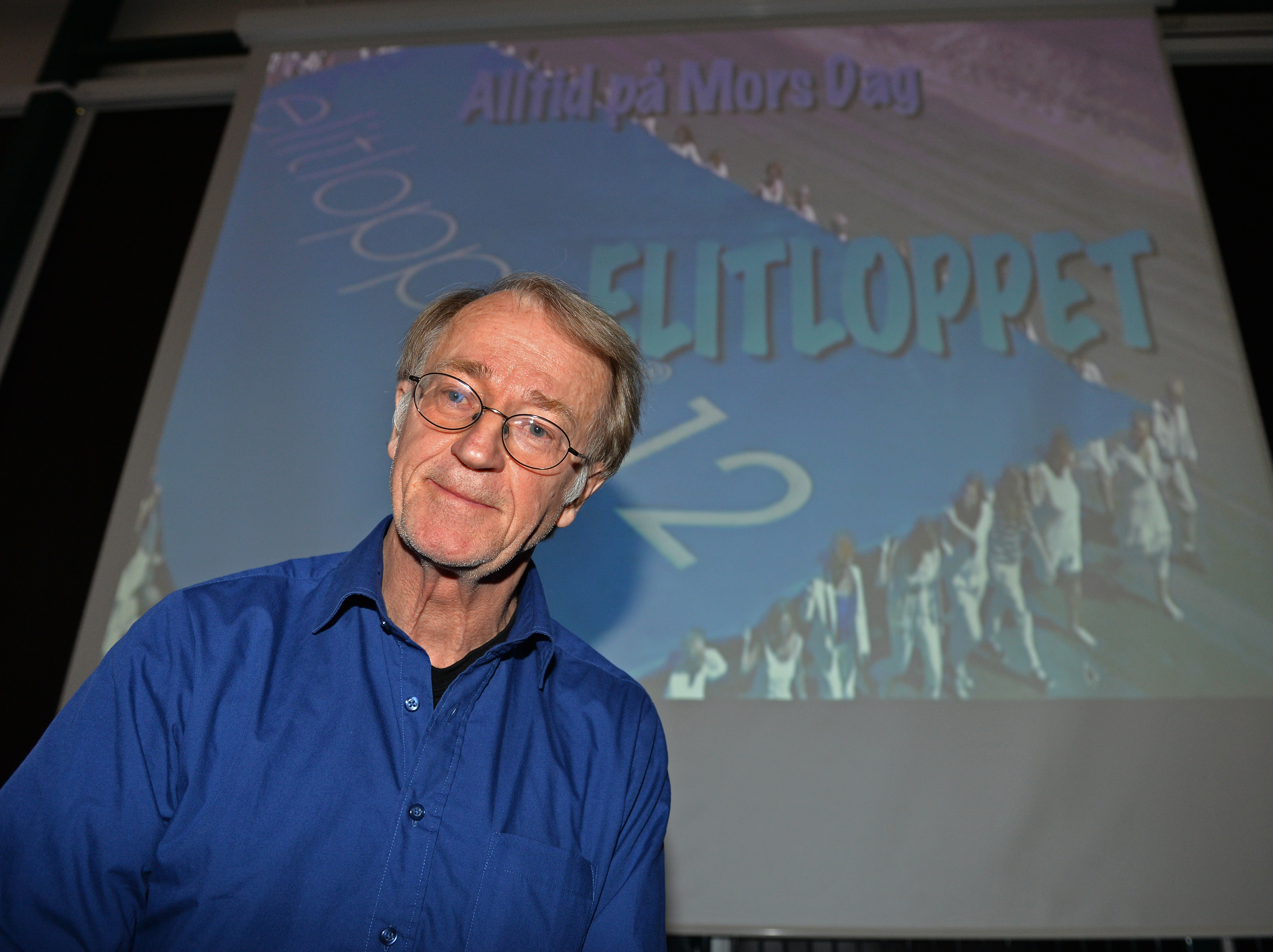
Tom Alandh, pristagare 2001.

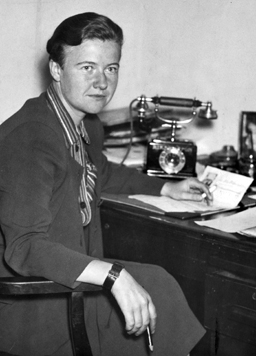
Barbro Alving, känd som Bang, pristagare 1976.

- 1976 – Barbro Alving, Dagens Nyheter och Vecko-Journalen[3]
- 1977 – Karl Anders Adrup, Dagens Nyheter[3]
- 1978 – Hadar Hessel, Dagens Nyheter[3]
- 1979 – Berndt Ahlqvist, A-pressen[2]
- 1980 – Lennart Nyblom (Red Top), Dagens Nyheter[3]
- 1981 – Sven Thiessen, TT[2]
- 1982 – Ingen utdelning[2]
- 1983 – Allan Fagerström, Aftonbladet[2]
- 1984 – Lars Westman, Vi[2]
- 1985 – Dieter Strand, Aftonbladet[2]
- 1986 – Ingen utdelning[2]
- 1987 – Bobi Sourander, Dagens Nyheter[3]
- 1988 – Jan Lindström, Expressen[2]
- 1989 – Anna-Maria Hagerfors, Dagens Nyheter[3]
- 1990 – Sune Örnberg, Göteborgs-Posten[2]
- 1991 – Hans Villius och Olle Häger, SVT[2]
- 1992 – Mats Lundegård, Dagens Nyheter[3]
- 1993 – Björn Nilsson, Expressen[2]
- 1994 – MarieLouise Samuelsson, Svenska Dagbladet[2]
- 1995 – Mats Olsson, Expressen[2]
- 1996 – Ingemar Unge, Vi[2]
- 1997 – Ulrika Knutson, Månadsjournalen[4]
- 1998 – Christina Kellberg, Dagens Nyheter[3]
- 1999 – Jan Aghed, Sydsvenska Dagbladet[5]
- 2000 – Annette Kullenberg, Aftonbladet[6]
- 2001 – Tom Alandh, SVT[7]
- 2002 – Karin Thunberg, Svenska Dagbladet[8]
- 2003 – Daniel Rydén, Sydsvenska Dagbladet[5]
- 2004 – Anna Dahlberg, Expressen[9]
- 2005 – Karen Söderberg, Sydsvenska Dagbladet[5]
- 2006 – Mustafa Can, Dagens Nyheter[3]
- 2007 – Peter Kadhammar, Aftonbladet[10]
- 2008 – Kurt Mälarstedt, Dagens Nyheter[3]
- 2009 – Maarja Talgre, Sveriges Radio[11]
- 2010 – Maciej Zaremba, Dagens Nyheter[12]
- 2011 – Erik Niva, Aftonbladet[13]
- 2012 – Niklas Orrenius, Expressen[5]
- 2013 – Lena Andersson, författare och kolumnist, Dagens Nyheter[14]
- 2014 – Erik Blix, journalist, Sveriges Radio
- 2015 – Anna-Lena Laurén, journalist, författare Hufvudstadsbladet och Svenska Dagbladet.
- 2016 – Matilda Gustavsson, Dagens Nyheter[15]
- 2017 – Sara Meidell, Västerbottens-Kuriren[16]
- 2018 – Emma Leijnse, Sydsvenskan[17]
- 2019 – Marit Kapla[18]
- 2020 – Patrik Lundberg, Expressen och Dagens Nyheter[19]
- 2021 – Hanna Hellquist Dagens Nyheter [20]
- 2022 – Oisín Cantwell, Aftonbladet
- 2023 – Lubna El-Shanti, Sveriges Radio [21]
- 2024 – Åsa Erlandsson, Dagens Nyheter[22]